# Incident du Panay
Pour les articles homonymes, voir Panay (homonymie).
Guerre sino-japonaise (1937-1945)
L’incident du Panay est la destruction par plusieurs appareils de l'aviation de l'Armée japonaise de la canonnière américaine USS Panay sur le Yangzi Jiang, près de Nankin en Chine, dans le cadre de la guerre sino-japonaise le 12 décembre 1937.

## Déroulement
Lors de l'avancée japonaise sur Nankin, la canonnière participant à l'évacuation des ressortissants étrangers - membres de l’ambassade des États-Unis en Chine, journalistes et réfugiés - et de l'escorte de trois navires citernes de la Standard Oil de la ville, avec l'approbation du haut-commandement japonais et après qu'un officier de ce pays soit monté le matin du 12 décembre pour vérifier le trajet de la canonnière, est délibérément coulée à la suite de l'action du colonel de l'armée impériale japonaise, Kingoro Hashimoto, qui, après avoir canonné sans résultat le navire la veille, fait appel au Service aérien de la Marine impériale japonaise, le 12 décembre 1937, pour l'envoyer par le fond.
Ce militaire était membre d'une société secrète ayant pour objectif d'éliminer toute influence civile dans le gouvernement japonais. Il estimait pour cela nécessaire de provoquer une guerre avec les États-Unis.
La marine impériale japonaise, après avoir vérifié son ordre, déclencha son attaque à 13 h 27. Le navire, accompagné par les trois petits pétroliers de la Standard Oil, les Mei Ping, Mei An et Mei Hsia, fut touché par 2 des 8 bombes de 60 kg lâchées par 3 bombardiers Yokosuka B4Y Type-96, et mitraillé par 9 chasseurs Nakajima A4N Type-95 jusqu'à ce qu'il sombre à 15 h 54. Les trois petits pétroliers sont aussi attaqués et détruits, causant la mort de plusieurs passagers chinois, les canots de sauvetage étant également bombardés et mitraillés après les naufrages.
Malgré la mort de deux marins et d'un civil dans l'attaque, ainsi que la quarantaine de blessés, l'affaire ne dégénère pas car le gouvernement de Tokyo exprime immédiatement des excuses en déclarant avoir fait une erreur de cible dans son attaque sur Nankin, indiquant ne pas avoir vu les drapeaux américains peints sur le pont du navire et offre des réparations financières, le 22 avril 1938. D'autre part, l'isolationnisme américain, soutenu par l'immense majorité de l'opinion publique, empêche toute éventuelle réaction militaire.
Cet événement, de même qu'un incident impliquant le diplomate John Moore Allison (en), a contribué à influer négativement l'image de l'empire du Japon dans l'opinion publique internationale. Le film John Rabe, le juste de Nankin (2009) de Florian Gallenberger relate cet épisode de manière romancée.